# Bernard Barbier
Pour les articles homonymes, voir Bernard Barbier (ingénieur) et Barbier.
Bernard Barbier, né le 30 juin 1924 à Lyon (Rhône) et mort le 25 février 1998 à Talant (Côte-d'Or), est un homme politique français. 

## Distinctions
- Médaille de la jeunesse, des sports et de l'engagement associatif, bronze
- Médaille d'honneur du travail, argent

## Détail des fonctions et des mandats
Mandats locaux
- 1969 - 1971 : Maire de Nuits-Saint-Georges
- 1971 - 1977 : Maire de Nuits-Saint-Georges
- 1977 - 1983 : Maire de Nuits-Saint-Georges
- 1983 - 1989 : Maire de Nuits-Saint-Georges
- 1989 - 1995 : Maire de Nuits-Saint-Georges
- 1969 - 1973 : Conseiller général du canton de Nuits-Saint-Georges
- 1973 - 1979 : Conseiller général du canton de Nuits-Saint-Georges
- 1979 - 1985 : Conseiller général du canton de Nuits-Saint-Georges
- 1985 - 1992 : Conseiller général du canton de Nuits-Saint-Georges

Mandats parlementaires
- 6 juillet 1979 - 28 septembre 1980 : Sénateur de la Côte-d'Or
- 28 septembre 1980 - 24 septembre 1989 : Sénateur de la Côte-d'Or
- 24 septembre 1989 - 25 février 1998 : Sénateur de la Côte-d'Or

## Compléments

### Hommages
Une école maternelle de Nuits-Saint-Georges porte son nom (École maternelle Bernard Barbier).